# Ёльшор
Ёльшор (уст. Ёль-Шор) — река в России, протекает по Сыктывдинскому району Республики Коми.

## География и гидрология
Ёльшор — левобережный приток реки Сысола, впадает в Сысолу в 108 км от её устья, около села Усть-Ясног. Длина реки — 10 км. Истоки реки находятся в районе P24)

## Данные водного реестра
По данным государственного водного реестра России относится к Двинско-Печорскому бассейновому округу, водохозяйственный участок реки — Вычегда от истока до города Сыктывкар, речной подбассейн реки — Вычегда. Речной бассейн реки — Северная Двина.
Код водного объекта в государственном водном реестре — 03020200112103000019898.